# ラヨシュ2世 (ハンガリー王)
ラヨシュ2世（II. Lajos, 1506年7月1日 - 1526年8月29日）は、ハンガリー国王（在位：1516年 - 1526年）、ボヘミア国王（ルドヴィーク Ludvík Jagellonský, 在位：同じ）。ヤゲウォ家のウラースロー2世（ヴラジスラフ）の子。母はウラースロー2世の3番目の王妃アンナ。姉はフェルディナント1世の王妃アンナ。

## 生涯
1516年、父の後を受けてハンガリー・ボヘミア国王として即位する。しかし若年のために国内の統率が困難となり、それが災いして1526年、オスマン帝国のスレイマン1世（大帝）が率いるオスマン軍との戦い（モハーチの戦い）で敗死した。これによりハンガリーの大部分は、オスマン帝国に奪われた（オスマン帝国領ハンガリー）。野心家であったといわれるが、多くは成し遂げられることはなかった。
嗣子が無かったため、スレイマン大帝によりハンガリー王にはオスマン帝国に服属したトランシルヴァニア公サポヤイ・ヤーノシュが推されたが、ハンガリー貴族の反対により、ラヨシュ2世の姉アンナの夫で王妃マリアの兄でもあったフェルディナント大公（後の神聖ローマ皇帝フェルディナント1世）がボヘミア王位とともに継承することになった。これにより、両王位は以後ハプスブルク家の世襲となった。